# Orchestina campana
Pour les articles homonymes, voir Campana (homonymie).
Espèce
Orchestina campana est une espèce d'araignées aranéomorphes de la famille des Oonopidae.

## Distribution
Cette espèce est endémique du Panama. Elle se rencontre dans le parc national Altos de Campana.

## Description
Le mâle holotype mesure 1,13 mm et la femelle paratype 1,09 mm.

## Étymologie
Son nom d'espèce lui a été donné en référence au lieu de sa découverte, le parc national Altos de Campana.

## Publication originale
- Izquierdo & Ramírez, 2017 : Taxonomic revision of the jumping goblin spiders of the genus Orchestina Simon, 1882, in the Americas (Araneae: Oonopidae). Bulletin of the American Museum of Natural History, no 410, p. 1-362 (texte intégral).